# Chiridiella subaequalis
Chiridiella subaequalis är en kräftdjursart som beskrevs av K.R.E. Grice och Hnlsemann 1965. Chiridiella subaequalis ingår i släktet Chiridiella och familjen Aetideidae. Inga underarter finns listade i Catalogue of Life.